# César dels estudiants
El César dels estudiants és un premi especial que atorguen l'Acadèmia de les Arts i Tècniques del Cinema de França i el Ministeri d'Educació Nacional des de l'any 2019, seguint el model i objectius del Premi Goncourt des Lycéens.
El jurat està format per uns 2000 estudiants d'últim curs d'institut, que han d'escollir una obra entre les nominades a César a la millor pel·lícula.

## Palmarès
- Font: Pàgina oficial del premi.

### Dècada del 2010
| Any              | Títol original | Títol en català | Director | Pais |
| ---------------- | -------------- | --------------- | -------- | ---- |
| 2019             |                |                 |          |      |
| Jusqu'à la garde | -              | Xavier Legrand  | França   |      |

### Dècada del 2020
| Any                            | Títol original          | Títol en català                                 | Director | Pais |
| ------------------------------ | ----------------------- | ----------------------------------------------- | -------- | ---- |
| 2020                           |                         |                                                 |          |      |
| Hors Normes                    | Especials               | Olivier Nakache i Éric Toledano                 | França   |      |
| 2021                           |                         |                                                 |          |      |
| Adieu les cons                 | Adieu les cons          | Albert Dupontel                                 | França   |      |
| 2022                           |                         |                                                 |          |      |
| BAC Nord                       | -                       | Cédric Jimenez                                  | França   |      |
| 2023                           |                         |                                                 |          |      |
| La Nuit du 12                  | La nit del 12           | Dominik Moll                                    | França   |      |
| 2024                           |                         |                                                 |          |      |
| Je verrai toujours vos visages | -                       | Jeanne Herry                                    | França   |      |
| 2025                           |                         |                                                 |          |      |
| Le Comte de Monte-Cristo       | El comte de Montecristo | Matthieu Delaporte i Alexandre de La Patellière | França   |      |
| Emilia Pérez                   | Emilia Pérez            | Jacques Audiard                                 | França   |      |
| En fanfare                     | -                       | Emmanuel Courcol                                | França   |      |
| L'Histoire de Souleymane       | -                       | Boris Lojkine                                   | França   |      |
| Miséricorde                    | Miséricorde             | Alain Guiraudie                                 | França   |      |